# Up!
Up! é o quarto álbum de estúdio da cantora canadense Shania Twain. Foi lançado em 19 de novembro de 2002, pela Mercury Nashville. Três versões do álbum foram lançadas: uma versão pop (disco vermelho), uma versão country (disco verde) e uma versão no estilo da música indiana (disco azul); Todos os três discos contêm exatamente a mesma lista de faixas e apresentam rótulos distintamente identificáveis (por exemplo, Twain ostenta um chapéu de cowboy no disco verde de country). Nos EUA, Up! estreou em primeiro lugar com vendas de 874.000 cópias. Em 23 de setembro de 2004, a RIAA certificou o Up! com 11× Platina, dando a ela o mérito de ser a única artista feminina a ter três álbuns consecutivos certificados de diamante nos Estados Unidos. O álbum foi promovido com entrevistas e apresentações de televisão, incluindo o Super Bowl XXXVII. Foi promovido ainda mais com o bem sucedido Up! Tour, que visitou a América do Norte e Europa.

## Produção
Compor e gravar para o álbum ocorreu em todo o mundo. De acordo com o encarte do álbum, Twain e Lange escreveram e gravaram em Berlin, Roma, Viena, Paris, Avignon, Provence, Milão, Dublin, Bahamas (nos famosos Compass Point Studios), Ilhas Granadinas e Mumbai. Para o disco internacional azul, a dupla recrutou os produtores musicais britânicos e asiáticos Simon & Diamond Duggal para a colaboração de produção. Grupo de música folclórica canadense Leahy forneceu violinos do grupo em todo o álbum.

## Lançamento e promoção
Quando o álbum foi lançado originalmente, regiões diferentes receberam versões diferentes do álbum. A América do Norte recebeu um conjunto de dois discos, contendo o disco vermelho e o disco verde. A maioria dos mercados internacionais recebeu um conjunto de dois discos, chamado de "Versão Internacional", contendo o disco vermelho e o disco azul. Ambas as versões de dois discos contêm uma nota de Shania oferecendo downloads gratuitos de qualquer conjunto de mixes não incluídos (por exemplo, um download da versão azul é oferecido com o conjunto vermelho/verde), por um tempo limitado em seu site. A Austrália recebeu os dois conjuntos de dois discos, com a versão em vermelho/verde legendada como "Versão dos EUA". O álbum foi mais tarde relançado em alguns territórios como um disco-single, contendo apenas as mixagens vermelhas, e uma capa alternativa com fundo vermelho.
As versões vermelha e verde foram lançadas em vinil nos Estados Unidos e na Europa em 14 de outubro de 2016. Eles são vendidos separadamente e são apresentados em vinil vermelho e verde translúcido, respectivamente. Isto marca a primeira vez que a versão verde foi lançada fisicamente na Europa.
Twain lançou uma extensa turnê promocional para o álbum, começando em outubro de 2002. Os principais eventos incluíram o show do intervalo do Super Bowl XXXVII, o Country Music Association de 2002 e 2003, o American Music Awards de 2003, o Juno Awards de 2003, o ECHO Awards de 2003. o Billboard Music Awards de 2003 e o CMT Flameworthy Awards.
Em 2 de outubro de 2002, Twain se apresentou no programa holandês TROS TV Show. Em 5 de outubro ela apareceu no Wetten, dass..?. Em 19 de outubro, ela apareceu no programa Parkinson na BBC de Parkinson e no Star Academy da França. Em 26 de outubro ela filmou um mini-concerto para o programa CD:UK. Em 6 de novembro, ela estreou a parte americana da turnê promocional ao abrir o Country Music Awards. Em 24 de novembro, Twain se apresentou em Edmonton no show do intervalo da Copa Grey em 2002.
Twain embarcou na bem sucedida Up! Tour em setembro de 2003.

## Recepção da crítica
| Críticas profissionais        | Críticas profissionais |
| Pontuações agregadas          | Pontuações agregadas   |
| Fonte                         | Avaliação              |
| ----------------------------- | ---------------------- |
| Metacritic                    | 72/100                 |
| Avaliações da crítica         |                        |
| Fonte                         | Avaliação              |
| About.com                     | [ 6 ]                  |
| AllMusic                      | [ 7 ]                  |
| Amazon.com                    | (positive)             |
| Blender                       | [ 9 ]                  |
| Billboard                     | (favorable)            |
| Entertainment.ie              | [ 11 ]                 |
| Entertainment Weekly          | A                      |
| PopMatters                    | [ 9 ] [ 13 ]           |
| Robert Christgau              | [ 14 ]                 |
| Rolling Stone                 | [ 15 ]                 |
| The Rolling Stone Album Guide | [ 16 ]                 |

Após o seu lançamento, o álbum recebeu críticas positivas da maioria dos críticos de música, com base em uma pontuação total de 72/100 do Metacritic. O editor do AllMusic, Stephen Thomas Erlewine, classificou em 4,5/5 estrelas, elogiando Twain por: "escrever músicas bem trabalhadas como hinos universais, para que os ouvintes possam se ouvir dentro desses contos". Erlewine comentou ainda: "O álbum tinha grandes, polidos, ganchos polivalentes e grandes emoções arrebatadoras. Este é altamente pop, tão grande e delicioso quanto o pop deve ser", concluiu. Matthew Bjorke de About.com classificaram com quatro estrelas em cinco e disseram que: "Este álbum de 19 faixas certamente agradará a maioria dos fãs do moderno country pop". A revisão do Blender, também foi positiva, dizendo que: "As músicas de Twain nunca foram profundas, mas têm ganchos tatuados em sua pele e harmonias que brilham como luzes de bar". Também com uma análise positiva, a Billboard disse que: "[É] a essência de Shania, leve como vapor, doce como açúcar, representada com personalidade e inegável carisma. Espere metais preciosos". Andrew Lynch, da Entertainment.ie, classificou-o como três estrelas em cinco e disse: "As músicas, por sua vez, são tão insossas e unidimensionais quanto em seu grande sucesso Come On Over, coisas alegres e otimistas com uma pitada feminista jogada em boa medida. Uma alta proporção deles, no entanto, também é irritantemente cativante - sugerindo que Twain pode ter outro sucesso global em suas mãos".
Chris Willman da Entertainment Weekly foi bastante positivo com o álbum, dando-lhe uma nota "A", comparando o álbum ao Gold do ABBA. Ele também complementou "a pura exuberância e alegria do trabalho artesanal em Up! - o projeto não parece insinceridade mercenário. Eles se parecem com algo como generosidade real...não para colocar um ponto muito bom nisso". O PopMatters reviu de forma mediana o projeto, dando seis estrelas de dez e dizendo que o álbum "tem tudo, desde números de dança a baladas". A crítica disse ainda: "Up! é uma sensação de Twain tentando - desesperadamente - agradar a todos, expressar verdades universais por meios artificiais: batidas, tempos, instrumentos, etc". A análise concluiu que: "Up! é muito genérico e sem emoção para esse nível de diversidade, mas em um sentido muito real, Twain levou a música country ao seu próximo nível de popularidade, onde country e pop são virtualmente indistinguíveis". Robert Christgau em sua revisão do guia do consumidor elogiou as faixas "I'm Gonna Getcha Good!" e "Ka-Ching!". A crítica da Rolling Stone foi positiva, classificando-a com quatro estrelas de cinco e dizendo que: "Up! Seria um nocaute mesmo se fosse limitado a um disco de música country .... Mas o segundo, implacavelmente cinético disco pop é uma revelação". Jennifer Nine do Yahoo!, classificou com seis de dez, dizendo: "'Up!' não é sem suas pequenas esquisitices e delícias". E concluiu que: "'Up!' assume sua missão de tudo-para-todos com apetite real". Alanna Nash da Amazon foi em grande parte positiva e concluiu que: "Há algo estranhamente hipnótico sobre grande parte deste projeto, e pode ser simplesmente ouvir o que Shania pode fazer quando ela abandona a pretensão de ser uma cantora country e se concentra na música. Chame isso de prazer culpado - pop, contry ou um misto dos dois".

## Desempenho comercial
Up! estreou em primeiro lugar na Billboard Top Country Albums e no gênero Billboard 200, vendendo 874.000 cópias em sua primeira semana de lançamento. Em sua segunda semana, ele permaneceu no primeiro lugar em ambas as paradas, vendendo 623.000 cópias. Em sua terceira semana, as vendas ainda estavam fortes o suficiente para liderar os dois gráficos, vendendo mais de 317 mil cópias e batendo Tim McGraw and the Dancehall Doctors da Tim McGraw, que ocupou o segundo lugar pela segunda semana consecutiva. O álbum permaneceu em primeiro lugar após sua quarta semana de lançamento, vendendo mais de 373 mil cópias. Seu último reinado na tabela de todos os gêneros foi após sua quinta semana. O total de álbuns de cinco semanas por si só é estimado em 2.646.000 unidades. A RIAA certificou o álbum em 11× platina, denotando embarques de 5,5 milhões nos Estados Unidos (com um total de 11 milhões); A RIAA conta cada disco separadamente para fins de certificação. Até o fim de 2007, Up! vendeu 20 milhões de cópias em todo o mundo. Ele ficou no Top 200 da lista de 200 álbuns mais vendidos da Billboard por mais de 60 semanas.
O álbum também foi certificado como diamante no Canadá 17 dias após sua data de lançamento.
Em 2007, a capa do álbum foi listado como Capas de álbuns mais sexy pela revista Maxim.

## Faixas
Todas as faixas escritas e compostas por Shania Twain e Robert John "Mutt" Lange. 
| N.º | Título                                              | Duração |  |
| 1.  | "Up!"                                               | 2:53    |  |
| 2.  | "I'm Gonna Getcha Good!"                            | 4:29    |  |
| 3.  | "She's Not Just a Pretty Face"                      | 3:49    |  |
| 4.  | "Juanita"                                           | 3:50    |  |
| 5.  | "Forever and for Always"                            | 4:43    |  |
| 6.  | "Ain't No Particular Way"                           | 4:25    |  |
| 7.  | "It Only Hurts When I'm Breathing"                  | 3:20    |  |
| 8.  | "Nah!"                                              | 4:14    |  |
| 9.  | "(Wanna Get to Know You) That Good!"                | 4:31    |  |
| 10. | "C'est la Vie"                                      | 3:39    |  |
| 11. | "I'm Jealous"                                       | 3:59    |  |
| 12. | "Ka-Ching!"                                         | 3:20    |  |
| 13. | "Thank You Baby! (For Makin' Someday Come So Soon)" | 4:01    |  |
| 14. | "Waiter! Bring Me Water!"                           | 3:20    |  |
| 15. | "What a Way to Wanna Be!"                           | 3:33    |  |
| 16. | "I Ain't Goin' Down"                                | 3:45    |  |
| 17. | "I'm Not in the Mood (To Say No)!"                  | 3:26    |  |
| 18. | "In My Car (I'll Be the Driver)"                    | 3:15    |  |
| 19. | "When You Kiss Me"                                  | 4:07    |  |

## Equipe e produção
- Rakesh Chaurasia - flauta
- Cory Churko - guitarra, solista
- Kevin Churko - programação
- Sunil Das - sitar
- Diamond Duggal - bouzouki, cítara coral, guitarra baixo, guitarra sintetizador, teclados, bandolim , percussão
- Simon Duggal - guitarra baixo, darbouka, dholak, programação de bateria, teclados, percussão, tabla
- Paul Franklin - pedal steel guitar
- Gavin Greenaway - arranjos de corda
- The Irish Film Orchestra - cordas
- Robert John "Mutt" Lange - vocais de fundo
- Paul Leim - bateria
- Brent Mason - guitarra elétrica
- Mauro Pagini - vocais de fundo
- Chintoo Singh - rabab
- Jatinder Thakur - violino
- Michael Thompson - guitarra elétrica, slide guitar
- Shania Twain - vocal principal, vocais de fundo
- Sanjay Vyas - tabla
- John Willis - banjo, bouzouki, violão, bandolim
- Jonathan Yudkin - violoncelo, bandolim, violino

## Desemepenho nas tabelas musicais
| Chart (2002–04)                       | Maior posição |
| ------------------------------------- | ------------- |
| Alemanha (Offizielle Deutsche Charts) | 1             |
| Austrália (ARIA)                      | 1             |
| Áustria (Ö3 Austria Top 40)           | 2             |
| Bélgica (Ultratop Flandres)           | 5             |
| Bélgica (Ultratop Valônia)            | 9             |
| Canadá (Billboard)                    | 1             |
| Dinamarca (Hitlisten)                 | 5             |
| Escócia (Official Scottish Albums)    | 3             |
| Espanha (PROMUSICAE)                  | 25            |
| Estados Unidos (Billboard 200)        | 1             |
| Estados Unidos (Top Country Albums)   | 1             |
| Europa (Billboard European Albums)    | 3             |
| Finlândia (Suomen virallinen lista)   | 20            |
| França (SNEP)                         | 5             |
| Hungria (MAHASZ)                      | 13            |
| Irlanda (IRMA)                        | 3             |
| Itália (FIMI)                         | 42            |
| Japão (Oricon)                        | 14            |
| Noruega (VG-lista)                    | 2             |
| Nova Zelândia (RMNZ)                  | 1             |
| Países Baixos (Dutch Charts)          | 8             |
| Portugal (AFP)                        | 8             |
| Reino Unido (Official Albums Chart)   | 4             |
| Reino Unido (UK Country Albums Chart) | 1             |
| Suécia (Sverigetopplistan)            | 8             |
| Suíça (Schweizer Hitparade)           | 2             |

| Chart                                         | Posição |
| --------------------------------------------- | ------- |
| Estados Unidos (Billboard Top Country Albums) | 42      |

| Chart (2002)                                  | Posição |
| --------------------------------------------- | ------- |
| Austrália (ARIA)                              | 74      |
| Bélgica (Ultratop Flanders)                   | 76      |
| Dinamarca (Hitlisten)                         | 59      |
| Países Baixos (MegaCharts)                    | 78      |
| França (SNEP)                                 | 48      |
| Noruega (VG-lista)                            | 6       |
| Reino Unido (OCC)                             | 37      |
| Suécia (Sverigetopplistan)                    | 71      |
| Suíça (Schweizer Hitparade)                   | 43      |
| Mundo (IFPI)                                  | 4       |
| Chart (2003)                                  | Posição |
| Alemanha (Offizielle Top 100)                 | 5       |
| Austrália (ARIA)                              | 36      |
| Áustria (Ö3 Austria)                          | 6       |
| Bélgica (Ultratop Wallonia)                   | 97      |
| Dinamarca (Hitlisten)                         | 52      |
| Estados Unidos (Billboard 200)                | 3       |
| Estados Unidos (Billboard Top Country Albums) | 1       |
| Países Baixos (MegaCharts)                    | 30      |
| França (SNEP)                                 | 72      |
| Hungria (MAHASZ)                              | 54      |
| Reino Unido (OCC)                             | 48      |
| Suécia (Schweizer Hitparade)                  | 5       |
| Chart (2004)                                  | Posição |
| Alemanha (Offizielle Top 100)                 | 42      |
| Austrália (Ö3 Austria)                        | 28      |
| Estados Unidos (Billboard 200)                | 79      |
| Estados Unidos (Billboard Top Country Albums) | 13      |
| Noruega (VG-lista)                            | 2       |
| Suíça (Schweizer Hitparade)                   | 94      |